# Klein-Rusland
Klein-Rusland (Oekraïens: Мала Русь, Mala Rus’; Russisch: Малая Россия, Malaja Rossija, later Малороссия, Malorossija), oorspronkelijk Kleine Rus’ (Russisch: Малая Русь, Malaja Roes’), was de benaming die werd gebruikt voor het etnisch Oekraïense gebied in het Russische Rijk ten tijde van het late Russische tsarendom.
De benaming heeft haar oorsprong in de naam die de Byzantijnen aan het noordelijke en zuidelijke delen van de landen van Rus’ gaven; respectievelijk Grieks: Μακρά Ρωσία, Makra Rosia; "Groot-Rusland") en Grieks: Μικρά Ρωσία, Mikra Rosia; 'Rusland Minor' of 'Klein-Rusland').

## Klein-Rusland als geografische naam
De eerste vermelding van de naam Klein-Rusland kwam in het Grieks, in geschriften uit Constantinopel in de 14e eeuw. De eerste vermelding was in de kerkelijke documenten in 1335. De officiële titel van de Russische tsaren luidde letterlijk : "De Soeverein van alle Rus'", doelende op de Grote, de Kleine en de Witte, maar nadat de keizerlijke titulatuur was aangenomen werd niet meer van die volkeren gesproken, wel van de historische hoofdsteden Moskou en Kiev, later gevolgd door een waslijst van andere bezittingen van de dynastie.
Het gebruik van de benaming werd later uitgebreid naar Rechteroever-Oekraïne, toen dit werd geannexeerd van het Pools-Litouwse Gemenebest. In de 18e en 19e eeuw werden binnen het Russische Rijk het gouvernement Klein-Rusland en een gelijknamig generaal-gouvernement geformeerd, die na enkele decennia werden opgesplitst en hernoemd tijdens latere bestuurlijke hervormingen. 
Alhoewel de benaming Klein-Rusland vanaf het midden van de 17e eeuw werd gebruikt om te verwijzen naar het hele geografische gebied, werd de naam Oekraïne (Украйна; Oekrajna, letterlijk: "aan de grens") al in de 16e eeuw geïntroduceerd. Om politieke redenen kwam de naam Oekraïne als benaming voor het gebied pas in gebruik in de 20e eeuw toen de benaming Klein-Rusland in onbruik raakte.

## Moderne context
Hoewel de benaming "Klein-Rusland" haar oorsprong heeft in de benaming voor een deel van het middeleeuwse Kievse Rus’, en vooral in gebruik was als geografische, taalkundige en etnologische term, wordt het nu ervaren als een archaïsch woord. In Oekraïne wordt het gebruik van het woord soms gezien als een "imperiale" zienswijze in de zin dat het Oekraïense gebied en haar bevolking ("Klein-Russen") zouden behoren tot "één ondeelbaar Rusland" en het Oekraïens (maloroesski jazyk) niet meer zou zijn dan een dialect van het Russisch. De benamingen "Klein-Rusland" en "Klein-Russen" werden tot aan het begin van de 20e eeuw bijna uitsluitend gebruikt. Oekraïners beschouwen het gebruik ervan in moderne context vaak als de Russische "oude broeder"-houding, die hen terug doet denken aan vroegere "imperiale onderdrukking" van het Oekraïense nationale idee.
Anderen stellen daar tegenover dat dergelijk gebruik van deze benamingen slechts een erkenning is van het feit dat hoewel het gebied nu tot Oekraïne behoort en de geschiedenis van het gebied daarmee tot het Oekraïense erfgoed behoort, het gebied daarnaast ook de geboortestreek is geweest van de Russische cultuur en haar hartland tot de hoofdstad van Kiev naar Moskou verlegd werd.